# Ủy ban Giáo hoàng về Nhà nước Thành Vatican
Ủy ban Giáo hoàng về Nhà nước Thành Vatican (tiếng Latinh: Pontificia Commissio pro Civitate Vaticana, tiếng Ý: Pontificia Commissione per lo Stato della Città del Vaticano) là cơ quan lập pháp của Thành Vatican. Bộ máy hoạt động của Ủy ban gồm: Chủ tịch Ủy ban Giáo hoàng về Nhà nước Thành Vatican kiêm Chủ tịch Phủ Thống đốc Nhà nước Thành Vatican kiêm người đứng đầu chính phủ, cùng một số ủy viên khác, sao cho có đúng 7 hồng y, do giáo hoàng bầu lên với nhiệm kỳ 5 năm.
Ủy ban Giáo hoàng về Nhà nước Thành Vatican được thiết lập vào năm 1939 bởi Giáo hoàng Pius XII. Các sắc luật và quy định do Ủy ban đề xuất cần phải được trình lên cho Giáo hoàng thông qua Phủ Quốc vụ khanh trước khi được công bố và bắt đầu có hiệu lực. Tất cả các sắc luật, quy định và huấn thị do Ủy ban thông qua đều được công bố trong tờ Acta Apostolicae Sedis (Công báo Tòa Thánh).

## Thành viên
Sau đây là danh sách các thành viên của Ủy ban Giáo hoàng về Nhà nước Thành Vatican từ tháng 3 năm 2025:
| Chức vụ  | Họ và tên                          | Quốc gia    | Chức vụ kiêm nhiệm                                                                                      |
| -------- | ---------------------------------- | ----------- | --- |
| Chủ tịch | Sơ Raffaella Petrini F.S.E.        | Ý           | Chủ tịch Phủ Thống đốc Nhà nước Thành Vatican                                                           |
| Ủy viên  | Hồng y Kevin J. Farrell            | Hoa Kỳ      | Hồng y Nhiếp chính Giáo hội Rôma Tổng trưởng Bộ Giáo dân, Gia đình và Sự sống                           |
| Ủy viên  | Hồng y Robert Francis Prevost      | Hoa Kỳ      | Tổng trưởng Bộ Giám mục                                                                                 |
| Ủy viên  | Hồng y Claudio Gugerotti           | Ý           | Tổng trưởng Bộ các Giáo hội Đông phương                                                                 |
| Ủy viên  | Hồng y Arthur Roche                | Anh Quốc    | Tổng trưởng Bộ Phụng tự và Kỷ luật bí tích                                                              |
| Ủy viên  | Hồng y Leonardo Sandri             | Argentina   | Nguyên Tổng trưởng Bộ các Giáo hội Đông phương                                                          |
| Ủy viên  | Hồng y Mauro Gambetti              | Ý           | Tổng đại diện phụ trách giáo hạt Thành Vatican Chủ tịch Cơ quan bảo trì và quản trị Đền thờ Thánh Phêrô |
| Ủy viên  | Hồng y Fernando Vérgez Alzaga L.C. | Tây Ban Nha | |

## Phủ Thống đốc Thành Quốc Vatican
Chủ tịch Ủy ban Giáo hoàng về Nhà nước Thành Vatican còn là người đứng đầu chính phủ của Thành Vatican và giữ chức vụ Chủ tịch Phủ Thống đốc Nhà nước Thành Vatican (không tương đồng với chức vụ Thống đốc Thành quốc Vatican mà nay đã bị bãi bỏ). Cụ thể, bên cạnh chức vụ người đứng đầu nhánh lập pháp của mình, vị này còn được Giáo hoàng giao thêm thẩm quyền hành pháp bên trong Thành Vatican.

## Chủ tịch

### Thống đốc Nhà nước Thành Vatican
| STT | Ảnh | Họ và tên (năm sinh–năm mất)          | Nhiệm kỳ                            | Tại nhiệm       |
| --- | --- | ------------------------------------- | ----------------------------------- | --------------- |
| 1   |     | Hầu tước Camillo Serafini (1864–1952) | 11 tháng 2, 1929 – 21 tháng 3, 1952 | 23 năm, 39 ngày |

### Chủ tịch Phủ Thống đốc Nhà nước Thành Vatican
| STT | Ảnh | Họ và tên (năm sinh–năm mất)                | Nhiệm kỳ                              | Tại nhiệm        |
| --- | --- | ------------------------------------------- | ------------------------------------- | ---------------- |
| 1   |     | Nicola Canali (1874–1961)                   | 20 tháng 3, 1939 – 3 tháng 8, 1961    | 22 năm, 136 ngày |
| 2   |     | Amleto Giovanni Cicognani (1883–1973)       | 12 tháng 8, 1961 – 30 tháng 4, 1969   | 7 năm, 261 ngày  |
| 3   |     | Jean-Marie Villot (1905–1979)               | 2 tháng 5, 1969 – 9 tháng 4, 1979     | 9 năm, 311 ngày  |
| 4   |     | Agostino Casaroli (1914–1998)               | 28 tháng 4, 1979 – 8 tháng 4, 1984    | 4 năm, 346 ngày  |
| 5   |     | Sebastiano Baggio (1913–1993)               | 8 tháng 4, 1984 – 31 tháng 10, 1990   | 6 năm, 206 ngày  |
| 6   |     | Rosalio Lara (1922–2007)                    | 31 tháng 10, 1990 – 15 tháng 10, 1997 | 6 năm, 349 ngày  |
| 7   |     | Edmund Szoka (1927–2014)                    | 15 tháng 10, 1997 – 15 tháng 10, 2006 | 8 năm, 335 ngày  |
| 8   |     | Giovanni Lajolo (sinh năm 1935)             | 15 tháng 9, 2006 – 1 tháng 10, 2011   | 5 năm, 16 ngày   |
| 9   |     | Giuseppe Bertello (sinh năm 1942)           | 1 tháng 10, 2011 – 1 tháng 10, 2021   | 10 năm, 0 ngày   |
| 10  |     | Fernando Vérgez Alzaga L.C. (sinh năm 1945) | 1 tháng 10, 2021 – 1 tháng 3 năm 2025 | 3 năm, 151 ngày  |
| 11  |     | Raffaella Petrini F.S.E.(sinh năm 1969)     | 1 tháng 3 năm 2025 – nay              | Đương nhiệm      |